# Jan Woroniecki
Jan Woroniecki (ur. 9 listopada 1944 we Lwowie) – polski politolog, ekonomista i dyplomata, nauczyciel akademicki, stały przedstawiciel RP przy Organizacji Współpracy Gospodarczej i Rozwoju (OECD).

## Życiorys
Ukończył w 1967 studia ekonomiczne w Szkole Głównej Planowania i Statystyki. Na tej samej uczelni w 1981 uzyskał stopień doktora nauk ekonomicznych. Habilitował się w 1989 na Wydziale Handlu Zagranicznego SGPiS na podstawie rozprawy zatytułowanej Obcy kapitał w gospodarce radzieckiej: doświadczenia a współczesność. Specjalizuje się w zagadnieniach z zakresu międzynarodowych stosunków gospodarczych, dyplomacji i organizacji międzynarodowych.
W 1967 został zatrudniony w departamencie organizacji międzynarodowych Ministerstwie Spraw Zagranicznych. W latach 1972–1976 był II sekretarzem w przedstawicielstwie PRL przy Biurze ONZ w Genewie. Od 1979 do 1982 pracował jako konsultant kolejno Programu Narodów Zjednoczonych ds. Rozwoju oraz Konferencji Narodów Zjednoczonych ds. Handlu i Rozwoju (UNCTAD). W kolejnych latach był radcą i dyrektorem departamentu w MSZ. W pierwszej połowie lat 90. wykładał na Uniwersytecie Warszawskim. W 1997 objął urząd stałego przedstawiciela RP przy OECD. Po powrocie z placówki w 2001 został starszym radcą w MSZ. Ponownie zajmował stanowisko ambasadora przy Organizacji Współpracy Gospodarczej i Rozwoju w latach 2005–2010. Jako wykładowca akademicki związany ze Społeczną Akademią Nauk w Łodzi. Członek Polskiego Towarzystwa Współpracy z Klubem Rzymskim.
W 2015 Sąd Najwyższy oddalił jego kasację od prawomocnego wyroku stwierdzającego jego tzw. kłamstwo lustracyjne
Posługuje się językiem angielskim, francuskim i rosyjskim.

## Odznaczenia
Odznaczony Krzyżem Kawalerskim (1996) oraz Krzyżem Oficerskim (2010) Orderu Odrodzenia Polski.